# Sigma Andromedae
Sigma Andromedae este o stea din constelația Andromeda.